# Polifides
Polifides, na mitologia grega, foi o vigésimo quarto rei de Sicião. Ele reinou por trinta e um anos, de 1210 a 1179 a.C., sucedendo a Adrasto e sendo sucedido por Pelasgo.
Quando Egisto vingou seu pai (e avô) Tiestes, matando seu tio Atreu e entregando Micenas a Tiestes, a babá de Agamemnon e Menelau, filhos de Atreu, os levou para Polifides. Polifides os mandou para Eneu, rei de Calidão, na Etólia.
Durante o seu reinado, a Guerra de Troia iniciou (1191 a.C.) e terminou (1182 a.C.) .
Nem este rei nem seu sucessor Pelasgo são mencionados na lista de reis de Sicião por Pausânias; no seu texto, Adrasto é sucedido por Ianiscus, vindo da Ática.